# بهترین‌های موریسی
«بهترین‌های موریسی» آلبومی از هنرمند اهل انگلستان موریسی است.